# L'Homme de fer (film, 1931)
Pour les articles homonymes, voir Homme de fer.
Pour plus de détails, voir Fiche technique et Distribution.
L'Homme de fer (titre original : Iron Man) est un film américain en noir et blanc réalisé par Tod Browning, sorti en 1931.
Ce film a pour cadre le monde sportif de la boxe, thème qui peut paraître assez inhabituel dans la filmographie de Tod Browning, réalisateur plus réputé pour ses films d'horreur et ses mélodrames. Un remake fut produit par Universal en 1951 sous le titre de Iron Man, réalisé par Joseph Pevney et interprété par Jeff Chandler, Evelyn Keyes et Rock Hudson.

## Synopsis
Après que le boxeur professionnel Kid Mason (Ayres) ait perdu le match d'ouverture de la catégorie poids léger, sa femme Rose (Harlow) le quitte pour faire carrière à Hollywood. Une fois partie, Mason s'impose un entraînement rigoureux et commence à gagner plusieurs combats. Naturellement, Rose revient et s'immisce de plus en plus dans sa vie privée, malgré les avertissements de George Regan (Armstrong), le manager de Kid. Finalement, elle parvient à duper Regan et à convaincre Mason de le remplacer par son amant Lewis (Miljan), même s'il ne possède aucune expérience du monde de la boxe. Pour ne rien arranger, Mason, fort de ses succès sportifs, mène dès lors un grand train de vie, négligeant son entraînement sportif. Son titre de champion se retrouve menacé.

## Fiche technique
- Titre : L'Homme de fer
- Titre original : Iron Man
- Réalisation : Tod Browning
- Adaptation : Francis Edward Faragoh, d'après un roman de W. R. Burnett (1932)
- Photographie : Percy Hilburn
- Montage : Milton Carruth
- Musique : Louis De Francesco et Bernie Grossman (non crédités)
- Direction artistique : Charles D. Hall
- Producteurs : Tod Browning, Carl Laemmle Jr. et E.M. Asher (producteur associé)
- Société de production et de distribution : Universal Pictures
- Pays de production :  États-Unis
- Langue originale : anglais américain
- Format : noir et blanc — 35 mm — 1,20:1 — son : Mono (Western Electric Sound System)
- Genre : drame sportif
- Durée : 73 min
- Dates de sortie : 
  - États-Unis : 30 avril 1931

## Distribution
- Lew Ayres : Kid Mason
- Robert Armstrong : George Regan
- Jean Harlow : Rose Mason
- John Miljan : Paul H. Lewis
- Edward Dillon : Jeff
- Mike Donlin (en) : McNeil
- Morrie Cohan : Rattler O'Keefe
- Mary Doran : Showgirl
- Mildred Van Dorn : Gladys DeVere
- Ned Sparks : Riley
- Sammy Blum (en) : Mandel